# Bażantarnia (Rakołupy)
Bażantarnia – część wsi Rakołupy w Polsce, położona w województwie lubelskim, w powiecie chełmskim, w gminie Leśniowice.
W latach 1975–1998 Bażantarnia administracyjnie należała do województwa chełmskiego.